# 1938 en Guinée
1936 en Guinée - 1937 en Guinée - 1938 en Guinée - 1939 en Guinée - 1940 en Guinée
 1936 par pays en Afrique - 1937 par pays en Afrique - 1938 par pays en Afrique - 1939 par pays en Afrique - 1940 par pays en Afrique 

## Naissances
4 mars : Naissance du président Alpha Condé à Boké.